# Germigny-sur-Loire
Germigny-sur-Loire este o comună în departamentul Nièvre din centrul Franței. În 2009 avea o populație de 685 de locuitori.

## Evoluția populației
| An        | 1975 | 1982 | 1990 | 1999 | 2006 | 2009 |
| --------- | ---- | ---- | ---- | ---- | ---- | ---- |
| Populație | 468  | 589  | 598  | 629  | 677  | 685  |